# Runy (pieśni)

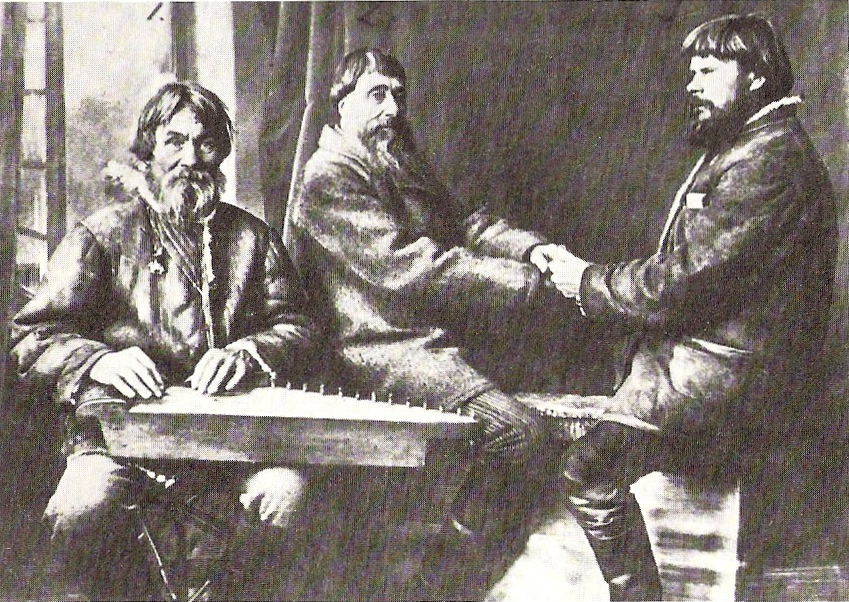
Śpiewacy run z początku XX wieku

Runy – nazwa dawnych epickich pieśni ludowych, fińskich i karelskich, często o treści mitycznej. Z run składa się fińsko-karelski epos narodowy Kalevala.
Runy są specyficzną formą poezji ludowej, śpiewanej, która powstała około 2500–3000 lat temu w kulturze plemion bałtofińskich, zamieszkujących wybrzeża Zatoki Fińskiej. W tym czasie nastąpił przełom kulturowy, wskutek czego powstała forma poezji o następujących cechach: aliteracja, paralelizm, wiersz ciągły i metrum czterostopowy, nazwany metrum Kalevali. Runy miały najczęściej cztery lub pięć stóp i śpiewane były na melodię o cechach pentatonik.
Runy nie powstały w jednym okresie. Można wyróżnić trzy rodzaje run:
- runy ajtiologiczne – opowiadające o początkach stworzenia, narodzinach świata i cywilizacji, to najwcześniejsze znane runy,
- runy epickie – mają bohatera, którym jest zazwyczaj potężny pieśniarz, szaman, znachor-czarownik, duchowy przywódca plemienia, który udaje się do krainy zmarłych w poszukiwaniu zaklęć. Bohaterowie run udają się również do Pohjoli, kraju oddzielonego od Kalevali morzem. Wyruszają tam w konkury i na podbój. Szukają tam również schronienia przed prześladowcami,
- runy liryczne – wyrażają uczucia ludzi. Poezja rytualna to przede wszystkim runy weselne i runy o stypie po niedźwiedziu. W zaklęciach recytowanych w metrum Kalevali jest magia, towarzysząca człowiekowi w codziennym życiu.

Żywa tradycja śpiewania run przetrwała w całej Finlandii do XVI wieku.
Po reformacji Kościół protestancki zakazał śpiewania run, określając całą tradycję mianem pogańskiej. W tym czasie w Finlandii umacniały się nowe wpływy muzyczne z zachodu. Fińska tradycja ustnego przekazu poezji zaczęła zanikać, z początku w zachodniej części kraju, później na całym terenie. Niektóre runy zostały zapisane już w wieku XVII, lecz większość zebrano dopiero w wieku XIX. Do dzisiejszych czasów tradycja śpiewania run przetrwała w Karelii Białomorskiej.